# 孟應奚
孟應奚（?—?），福建省閩縣人，清朝政治人物、同進士出身。
光緒三十年（1904年），會試第244名；殿試登進士三甲第91名，后分發為知縣。